# Asālem
Asālem (persiska: اسالم) är en ort i Iran.   Den ligger i provinsen Gilan, i den nordvästra delen av landet, 300 km nordväst om huvudstaden Teheran. Asālem ligger 50 meter över havet och antalet invånare är 3 347.
Terrängen runt Asālem är platt åt nordost, men åt sydväst är den kuperad. Närmaste större samhälle är Hashtpar, 8,2 km nordväst om Asālem. I omgivningarna runt Asālem växer i huvudsak blandskog.